# 473 a. C.
El año 473 a. C. fue un año del calendario romano prejuliano. En el Imperio romano se conocía como el Año del consulado de Mamerco y Yulo (o menos frecuentemente, año 281 Ab urbe condita).

## Acontecimientos
- Trasideo, tirano de Hímera e hijo de Terón, sucede a su padre en la tiranía de la ciudad siciliana de Agrigento.
- Los yápiges, pueblo osco, derrota a las ciudades griegas de Tarento y Regio.

## Fallecimientos
- Terón, tirano de Agrigento.

- Datos: Q236284